# Sorboza
Sorboza je ketoza koja pripada grupi šećera poznatih kao monosaharidi. On ima slatkoću koja je ekvivalentna sa saharozom. Komercijalna proizvodnja vitamina C (askorbinske kiseline) često počinje od sorboze. -Sorboza se javlja u prirodi.

## Literatura
- Lindhorst, Thisbe K. (2007). Essentials of Carbohydrate Chemistry and Biochemistry (1. изд.). Wiley-VCH. ISBN 978-3-527-31528-4.
- Robyt, John F. (1997). Essentials of Carbohydrate Chemistry (1. изд.). Springer. ISBN 978-0-387-94951-2.